# Cathédrale Notre-Dame-du-Perpétuel-Secours de Niamey
Pour les articles homonymes, voir Cathédrale Notre-Dame-du-Perpétuel-Secours.
La cathédrale Notre-Dame-du-Perpétuel-Secours est une cathédrale catholique située à Niamey, au Niger. Elle est le siège de l'archidiocèse de Niamey.

## Historique
Au départ simple église paroissiale en 1931 lors de sa construction, ce n'est qu'en 1948 que la cathédrale adopta le nom « Notre-Dame-du-Perpétuel-Secours ». Elle est le siège de l'archidiocèse de Niamey.
En janvier 2015, un important dispositif de sécurité se déploya dans la cathédrale après l'attaque de plusieurs églises et le meurtre de plusieurs personnes par des extrémistes musulmans à la suite de la publication des caricatures de Mahomet par le magazine Charlie Hebdo.

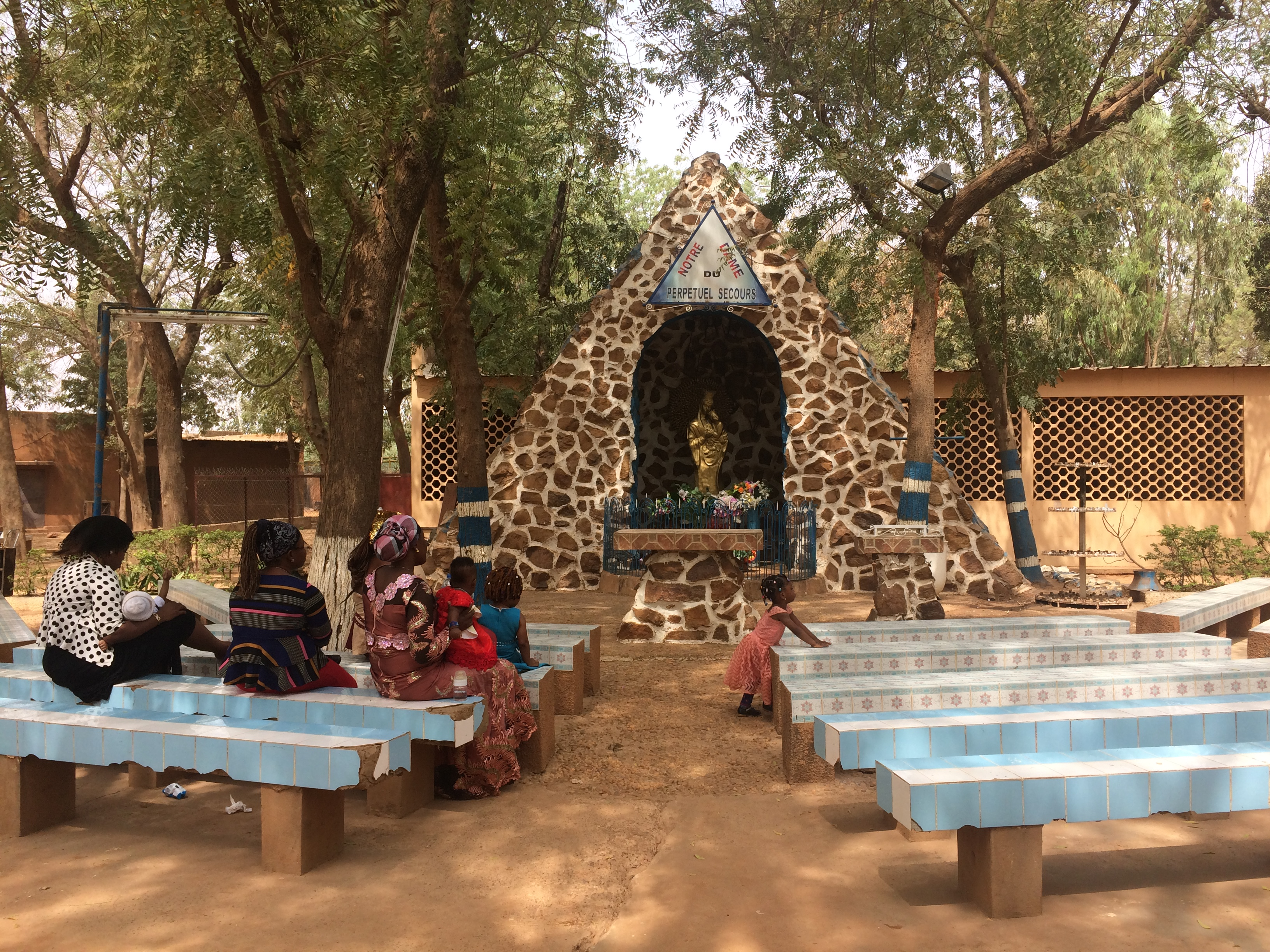
Chapelle de Notre-Dame-du-Perpétuel-Secours.